# Дианов, Сергей Никитович
Серге́й Ники́тович Диа́нов (23 сентября 1913, Новогригоровка, Херсонская губерния — 12 сентября 1995, Йошкар-Ола) — советский хозяйственный деятель и деятель строительства. Председатель Маркоопинсоюза (1952—1953), заместитель директора марийского завода «Торгмаш» (1958—1960), председатель совета Марколхозстройобъединения (1968—1976). Заслуженный строитель РСФСР (1975). Участник Великой Отечественной и советско-японской войн. Член ВКП(б).

## Биография
Родился 23 июня 1913 года в дер. Новогригоровка в семье рабочего. Детские годы провёл в Омске, с 18 лет был учителем в Узбекской ССР.
В феврале 1938 года призван в РККА. Участник Великой Отечественной войны: интендант 753 горнострелкового полка на Юго-Западном фронте, участник обороны Киева; с 1943 года — заместитель командира 137 запасного стрелкового полка 46-й запасной стрелковой дивизии, дислоцированного в п. Сурок Медведевского района Марийской АССР, старший лейтенант интендантской службы. Участник войны с Японией. Вступил в ВКП(б). В июне 1946 года демобилизовался из армии. Награждён орденом Отечественной войны II степени и медалями.
После войны находился на хозяйственных должностях в Йошкар-Оле: с 1950 года — председатель промышленной артели «Красный пищевик», в 1952—1953 годах — председатель Маркоопинсоюза, с 1955 года — председатель колхоза «Большевик», с 1958 года — заместитель директора марийского завода «Торгмаш».
В 1960 году перешёл на работу в строительную сферу: заместитель управляющего трестом № 116 г. Йошкар-Олы, в 1968—1976 годах — председатель совета Марколхозстройобъединения. Под его руководством в Марийской республике была создана мощная база сельской строительной индустрии. В 1964 году — председатель Республиканской секции футбола Марийской АССР.
В 1971—1980 годах избирался депутатом Верховного Совета Марийской АССР VIII—IX созыва.
За вклад в развитие строительства награждён орденами Октябрьской Революции, Трудового Красного Знамени, медалями, а также Почётными грамотами Президиума Верховного Совета Марийской АССР (четырежды). В 1975 году ему присвоено почётное звание «Заслуженный строитель РСФСР».
Скончался 12 сентября 1995 года в Йошкар-Оле.

## Звания и награды
- Заслуженный строитель РСФСР (1975)[1][2]
- Заслуженный строитель Марийской АССР (1971)[1][2]
- Орден Октябрьской Революции[1][2]
- Орден Трудового Красного Знамени (1976)[1][2]
- Орден Отечественной войны II степени (06.04.1985)[4][6]
- Медаль «За победу над Германией в Великой Отечественной войне 1941—1945 гг.»[5]
- Медаль «За победу над Японией»[5]
- Медаль «За доблестный труд. В ознаменование 100-летия со дня рождения Владимира Ильича Ленина»[1][2]
- Почётная грамота Президиума Верховного Совета Марийской АССР (1957, 1969, 1971, 1973)[1][2]